# Porażenie przysenne

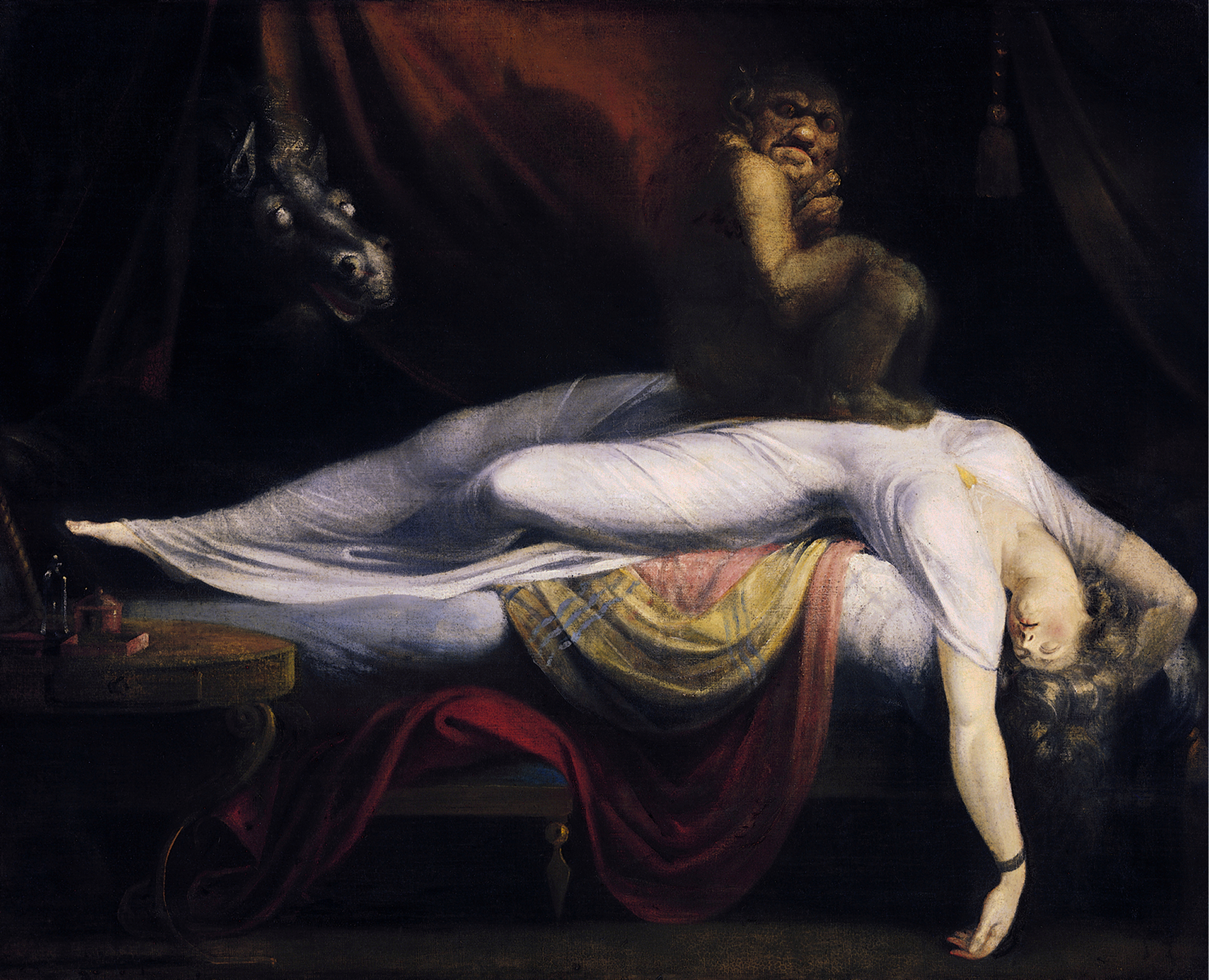
Koszmar nocny, obraz Henry’ego Fuseli z 1781 roku, jest uważany za jedno z klasycznych przedstawień paraliżu przysennego jako odwiedziny demona.

Porażenie przysenne (paraliż senny, paraliż przysenny) – stan występujący podczas zasypiania lub rzadziej podczas przejścia ze snu do czuwania, objawiający się porażeniem mięśni (katapleksja) przy jednoczesnym zachowaniu pełnej świadomości.
Osoba doświadczająca paraliżu przysennego ma wrażenie ogarniającej niemocy, nie jest w stanie wykonać żadnych ruchów ani mówić. Zjawisku temu towarzyszą zazwyczaj bardzo nieprzyjemne doznania psychiczne, takie jak wrażenie ogłuszającego dudnienia lub dzwonienia w uszach, bezwładnego spadania, wykręcania ciała, przygniecenia klatki piersiowej lub kończyn. Prawie zawsze towarzyszy mu przyśpieszony rytm serca oraz uczucie strachu. Podczas paraliżu możliwe jest również występowanie różnego rodzaju halucynacji, zarówno wzrokowych, słuchowych, jak i dotykowych.
Stan taki występuje fizjologicznie podczas snu i zapobiega wykonywaniu przypadkowych ruchów ciała. Ze zjawiskiem paraliżu przysennego mamy do czynienia wówczas, gdy mózg zaczyna wysyłać owe impulsy w niewłaściwym momencie: przy gwałtownym wybudzaniu się ze snu w fazie REM, lub podczas zasypiania, gdy nie doszło jeszcze do utraty świadomości.
W czasie paraliżu przysennego jedynymi grupami mięśni, na które można mieć świadomy wpływ, są mięśnie oddechowe i mięśnie gałek ocznych. Wykonywanie szybkich i gwałtownych zamierzonych wdechów i wydechów może ułatwić wybudzenie się, jednakże stan paraliżu trwa na ogół krótko i w ciągu kilku minut samoistnie przechodzi w całkowite wybudzenie lub sen.
Nozologicznie porażenie przysenne należy do parasomni.

## Rola kulturotwórcza
Według badań kulturoznawczych antropologów paraliż senny może odpowiadać w wierzeniach ludowych za pojawiający się w wielu kulturach motyw demona nocnego, który paraliżuje swoją ofiarę, czasem po to, by wykorzystać ją seksualnie (por. mara, sukub, inkub).
Paraliż i towarzyszące mu halucynacje wiązane są ze współczesnymi relacjami nawiedzenia przez duchy oraz uprowadzenia przez kosmitów, wykazując wspólne z takimi doniesieniami cechy – niemożność ruchu, wrażenie czyjejś obecności w pobliżu, halucynacje ciemnej postaci.